# 玉置侑里子
玉置 侑里子（たまおき ゆりこ、1992年1月23日 - ）は、日本のナビゲーター、ラジオDJ。愛知県犬山市出身。

## 経歴
岐阜県生まれ、愛知県犬山市出身。
名古屋市立工芸高等学校デザイン科卒業後、イタリアへ留学。デザインに関するスキルを修得した後に帰国し、様々な職業を経験した後に雑貨制作の会社に入社する。その後独立し、「たまゆりデザインラボ」を主宰。
その後仕事の関係で三重県南牟婁郡御浜町に移住する。
2022年4月より、ZIP-FMでナビゲーターを務める。

## 現在の出演番組
ラジオ（ZIP-FM）
- WEEKEND SMILE（土曜 7:30 - 10:00)